# Astrolabe Island

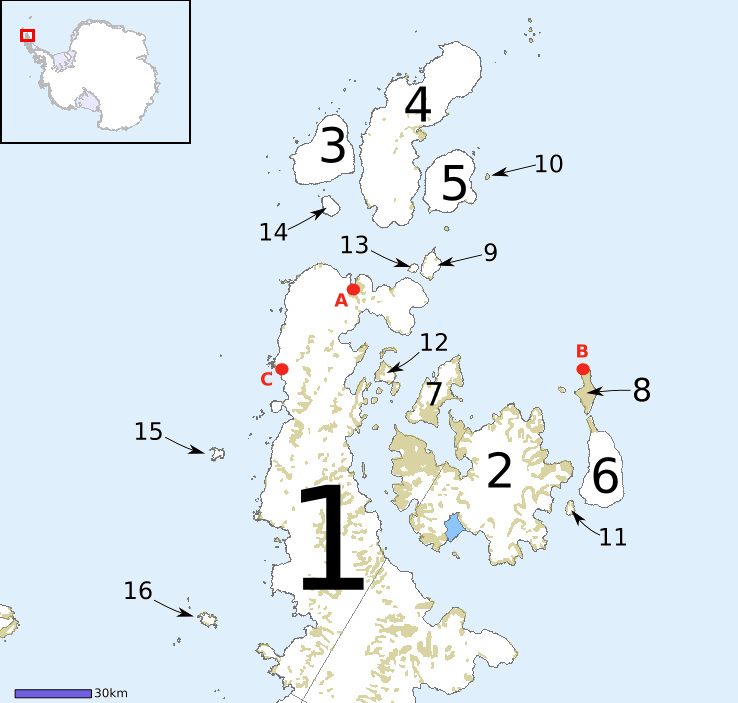
Norra Graham Land och omkringliggande öar.
1 Antarktiska halvön, 2 James Ross Island, 3 D'Urville-ön, 4 Joinville Island, 5 Dundee Island, 6 Snow Hill Island, 7 Vega, 8 Seymourön, 9 Andersson Island, 10 Paulet Island, 11 Lockyer Island, 12 Eagle Island, 13 Jonassen Island, 14 Bransfield Island, 15 Astrolabe, 16 Zigzag Island

Astrolabe Island är en ö i Antarktis. Den ligger i Antarktiska oceanen, vid Bransfieldsundet utanför Antarktiska halvön, i ett område som Argentina, Chile och Storbritannien gör anspråk på. Nordspetsen av Astrolabe Island heter Point Kanarata och har klippholmarna Dragons Teeth till vänster. Ön domineras av bergstopparna Drumohar Peak, 553 m ö.h. och Rogach Peak 562 m ö.h.